# Vlag van Paliseul
De vlag van Paliseul is op 30 september 1991 bij raadsbesluit vastgesteld als de vlag van de gemeente Paliseul in de Belgische provincie Luxemburg. De vlag kan als volgt worden beschreven:
Gevierendeeld, eerste en vierde een witte toren op een blauw veld, tweede en derde drie even hoge banen van rood-wit-rood.
De vlag werd pas op 6 januari 1992 bevestigd door de Franse Gemeenschapsregering. Als vlag stelde de Raad van Heraldiek en Vexillologie voor om inspiratie te halen uit het embleem van het regiment van Bouillon in dienst van Frankrijk in de tweede helft van de 18e eeuw, dat een vereenvoudigde versie van de hierboven beschreven wapens omvat.

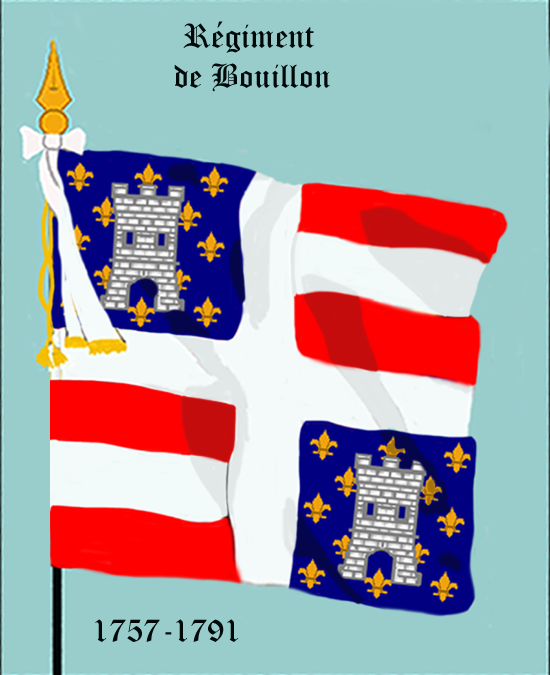
Regiment van Bouillon van 1757 tot 1791